# IVL Haukka
IVL Haukka là loạt máy bay tiêm kích hai tầng cánh của Phần Lan, do Kurt Berger thiết kế, chế tạo tại nhà máy của hãng IVL năm 1927.

## Biến thể
- IVL D.26 Haukka I
- VL D.27 Haukka II

## Quốc gia sử dụng
Phần Lan
- Không quân Phần Lan

## Tính năng kỹ chiến thuật (D.27)
Dữ liệu lấy từ Thulinista Hornettiin
Đặc điểm tổng quát
- Kíp lái: 1
- Chiều dài: 7 m (22 ft 11 in)
- Sải cánh: 9,6 m (31 ft 6 in)
- Chiều cao: m (ft in)
- Diện tích cánh: 74 m² (ft²)
- Trọng lượng rỗng: kg (lb)
- Trọng lượng có tải: kg (lb)
- Trọng tải có ích: kg (kg)
- Trọng lượng cất cánh tối đa: 1.290 kg (2.838 lb)
- Động cơ: 1 × Gnome-Rhone Jupiter IV, 358 kW (480 hp)

 Hiệu suất bay 
- Tốc độ không vượt quá: km/h (knot, mph)
- Vận tốc cực đại: 249 km/h (134 knot, 154 mph)
- Vận tốc hành trình: km/h (knot, mph)
- Vận tốc tắt ngưỡng: km/h (knot, mph)
- Tầm bay: km (nm, mi)
- Trần bay: m (ft)
- Vận tốc lên cao: m/s (ft/phút)
- Tải trên cánh: kg/m² (lb/ft²)
- Công suất/trọng lượng: W/kg (hp/lb)